# Чигиринская рада
Чигиринская рада(укр. Чигиринська рада) — собрание (съезд) казацкой старшины, в городе Чигирин, 26 августа 1657 года, состоявшийся через три недели после смерти Богдана Хмельницкого. 

## История
В раде приняли участие есаулы и сотники и ограниченное число рядовых казаков. Официального приглашения казакам Запорожья послано не было. Основным решением Чигиринской рады стало избрание исполняющим обязанности гетмана сроком на три года войскового писаря Ивана Выговского до повзросления Юрия Хмельницкого, которому перед смертью хотел передать власть Богдан.
Считалось, что данное решение будет представлять компромисс, способный успокоить противников атамана Выговского, которого подозревали в симпатиях к полякам. Однако уже менее чем два месяца спустя, на Корсунской раде 21 октября Выговский был провозглашён старшиной черкас полноценным гетманом. Выговский начал проводить политику, нацеленную на новое подчинение Польше, несмотря на то, что ещё на протяжении более чем года заверял царских посланников России в своей верности. В период Чигиринской и Корсунской рад при Выговском постоянно находился польский агент Станислав Бенёвский.